# Kenneth Armitage
William Kenneth Armitage (18 de julio de 1916 - 22 de enero de 2002) fue un escultor inglés conocido por sus esculturas de bronce semiabstractas.

## Biografía

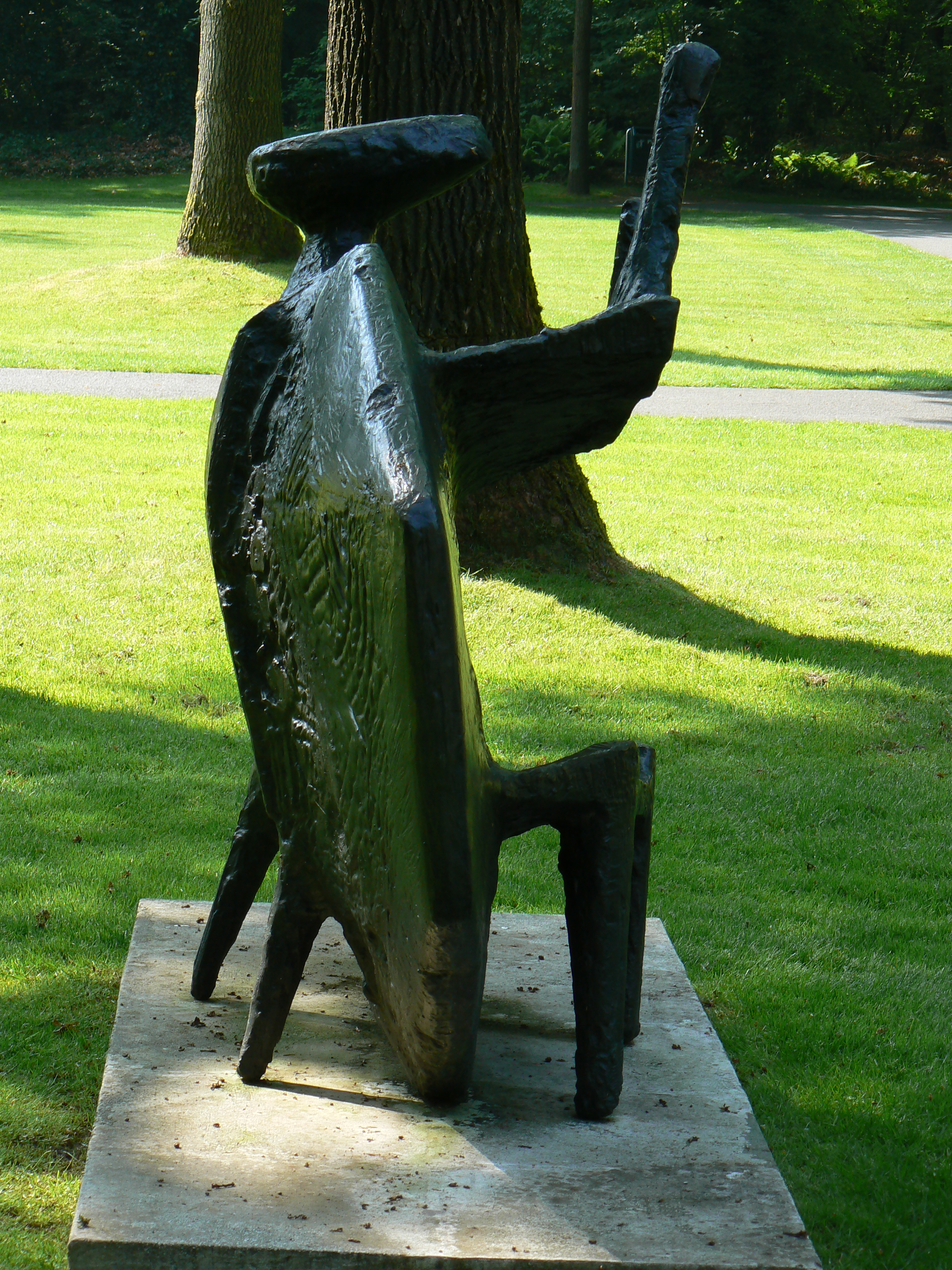
Monitor (1961) en el Museo Kröller-Müller en Otterlo (Países Bajos).

Armitage estudió en el Leeds College of Art y en la Slade School of Fine Art antes de unirse al Ejército Británico en 1939. Después de la Segunda Guerra Mundial, Armitage se convirtió en el jefe del Departamento de Escultura de la Bath School of Art and Design. En 1952, tuvo su primera exhibición individual en Londres y en 1953 se convirtió en el primer artista residente de la Universidad de Leeds. Armitage ganó el premio a la mejor escultura internacional en el Bienal de Venecia de 1958. Armitage apareció en el documental de 1964 5 British Sculptors (Work and Talk), dirigido por el estadounidense Warren Forma. En 1969 fue nombrado Comandante de la Orden del Imperio Británico y en 1994 fue elegido miembro de la Royal Academy.

## Estilo
El estilo maduro de Armitage es evidente a partir de 1952. La mayoría de sus trabajos son figuras humanas, pero generalmente están pegadas con formas de animales o muebles. Armitage también estaba interesado en el arte del Antiguo Egipto y el arte cicládico, lo que le dio a sus obras un tono arcaico. 